# Internazionali di Tennis di Baviera 1996
Gli Internazionali di Tennis di Baviera 1996 sono stati un torneo di tennis giocato sulla terra rossa. È stata la 81ª edizione del torneo, facente parte della categoria ATP World Series nell'ambito dell'ATP Tour 1996. Si è giocato a Monaco di Baviera in Germania, dal 29 aprile al 6 maggio 1996.

## Campioni

### Singolare
Sláva Doseděl ha battuto in finale  Carlos Moyá con il punteggio di 6–4, 4–6, 6–3

### Doppio
Lan Bale /  Stephen Noteboom hanno battuto in finale  Olivier Delaître /  Diego Nargiso con il punteggio di 4–6, 7–6, 6–4
- Profilo sul sito ATP, su atptour.com. URL consultato il 22 maggio 2021.